# Gajus Julius Vindex
Gajus Julius Vindex, född omkring 25, död 68, var en gallisk ståthållare i den romerska provinsen Gallia Lugdunensis som år 68 gjorde uppror mot kejsar Nero. Han blev dock slagen vid Besançon av de legioner som sändes mot honom av Lucius Verginius Rufus, ståthållare i provinsen Germania prima, och begick då självmord.